# Tennistoernooi van Miami 2023
|                                        |  |                                        |
| Petra Kvitová, winnares bij de vrouwen |  | Daniil Medvedev, winnaar bij de mannen |

Het tennistoernooi van Miami van 2023 werd van dinsdag 21 maart tot en met zondag 2 april 2023 gespeeld op de hardcourtbanen van het Hard Rock Stadium in Miami Gardens, 27 km benoorden de Amerikaanse stad Miami. De officiële naam van het toernooi was Miami Open.
Het toernooi bestond uit twee delen:
- WTA-toernooi van Miami 2023, het toernooi voor de vrouwen
- ATP-toernooi van Miami 2023, het toernooi voor de mannen

## Toernooikalender
- Bron: Tournament Schedule op miamiopen.com

| Miami             | maart 2023 | maart 2023 | maart 2023 | maart 2023 | maart 2023 | maart 2023 | maart 2023 | maart 2023  | maart 2023  | maart 2023   | maart 2023   | april 2023 | april 2023 |
| Miami             | din 21     | woe 22     | don 23     | vrĳ 24     | zat 25     | zon 26     | maa 27     | din 28      | woe 29      | don 30       | vrĳ 31       | zat 1      | zon 2      |
| ----------------- | ---------- | ---------- | ---------- | ---------- | ---------- | ---------- | ---------- | ----------- | ----------- | ------------ | ------------ | ---------- | ---------- |
| vrouwenenkelspel  | 1e ronde   | 1e ronde   | 2e ronde   | 2e ronde   | 3e ronde   | 3e ronde   | 4e ronde   | kwartfinale | kwartfinale | halve finale |              | finale     |            |
| mannenenkelspel   |            | 1e ronde   | 1e ronde   | 2e ronde   | 2e ronde   | 3e ronde   | 3e ronde   | 4e ronde    | kwartfinale | kwartfinale  | halve finale |            | finale     |
| vrouwendubbelspel |            |            | 1e ronde   | 1e ronde   | 1e ronde   | 2e ronde   | 2e ronde   | kwartfinale | kwartfinale |              | halve finale |            | finale     |
| mannendubbelspel  |            |            | 1e ronde   | 1e ronde   | 1e ronde   | 2e ronde   | 2e ronde   | kwartfinale | kwartfinale | halve finale |              | finale     |            |

ATP-toernooi van Miami‎ – WTA-toernooi van Miami‎

1985 · 1986 · 1987 · 1988 · 1989 · 1990 · 1991 · 1992 · 1993 · 1994 · 1995 · 1996 · 1997 · 1998 · 1999 · 2000 · 2001 · 2002 · 2003 · 2004 · 2005 · 2006 · 2007 · 2008 · 2009 · 2010 · 2011 · 2012 · 2013 · 2014 · 2015 · 2016 · 2017 · 2018 · 2019 · 2020 · 2021 · 2022 · 2023 · 2024 · 2025